# ديماركو سامبسون
ديماركو سامبسون (بالإنجليزية: DeMarco Sampson)‏ هو لاعب كرة قدم أمريكية أمريكي، ولد في 19 ديسمبر 1985 في تشولا فيستا في الولايات المتحدة.

## وصلات خارجية
- ديماركو سامبسون على موقع مرجع كرة القدم المحترفة.كوم (الإنجليزية)